# Psila triorbiseta
Psila triorbiseta är en tvåvingeart som beskrevs av Papp 2003. Psila triorbiseta ingår i släktet Psila och familjen rotflugor.
Artens utbredningsområde är Ungern. Inga underarter finns listade i Catalogue of Life.